# أمينة بركة
أمينة بركة (بالإنجليزية: Amina Baraka)‏ (5 ديسمبر 1942، تشارلوت في الولايات المتحدة)؛ كاتِبة وشاعرة أمريكية.